# Сегудет
Сегудет (кат. Segudet) — деревня в Андорре, на территории общины Ордино. Расположена в северо-западной части страны.
Население деревни по данным на 2014 год составляет 42 человека.
Динамика численности населения:
| 2007 | 2008 | 2009 | 2010 | 2011 | 2012 | 2013 | 2014 |
| ---- | ---- | ---- | ---- | ---- | ---- | ---- | ---- |
| 43   | 36   | 35   | 38   | 42   | 44   | 40   | 42   |